# Owen Gingerich

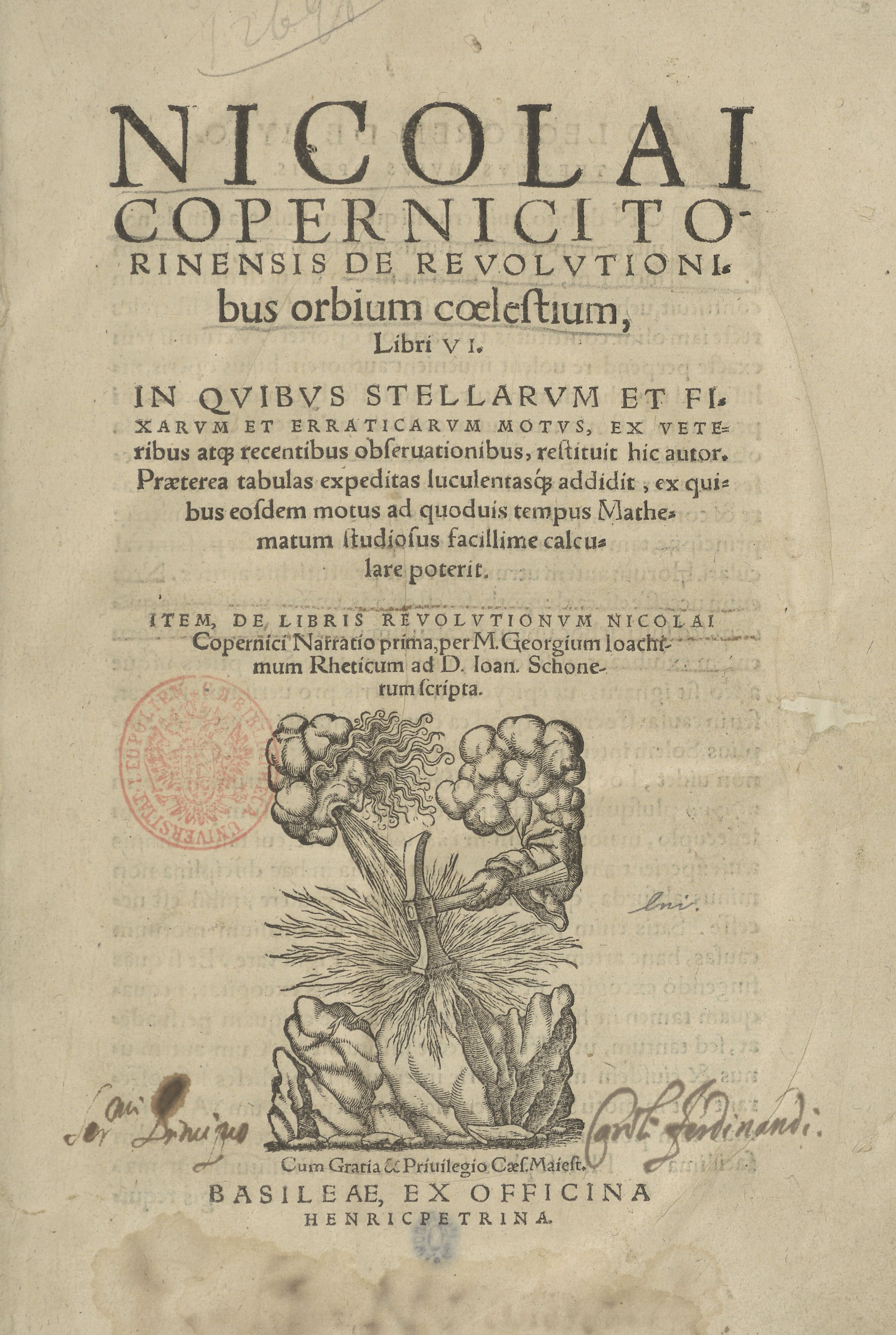
O obrotach sfer niebieskich

Owen Jay Gingerich (ur. 24 marca 1930 w Washingtonie, zm. 28 maja 2023) – amerykański astronom oraz historyk nauki.

## Życiorys
W lipcu 1946 przypłynął do Gdańska jako morski kowboj z transportem koni dla powojennej Polski. Swoje wspomnienia z tej podróży opisał w „The American Scholar”.
W 1953 roku ukończył studia na Uniwersytecie Harvarda, w 1962 uzyskał tam tytuł doktora. Początkowo zajmował się astrofizyką, potem większą uwagę poświęcił historii astronomii. 
W latach 50. XX wieku badał m.in. biografię Charles’a Messiera. Na podstawie jego listów dodał do Katalogu Messiera brakujące obiekty Messier 108 i Messier 109.
Prowadził dogłębne studia nad pracami Jana Keplera i Mikołaja Kopernika. Studia nad zapiskami i marginaliami umieszczonymi w I i II wydaniu De revolutionibus orbium coelestium trwały około 30 lat. Ich wyniki zostały opublikowane w książce An annotated census of Copernicus' De Revolutionibus (Nuremberg, 1543 and Basel, 1566). Dwie popularnonaukowe prace Gingericha zostały przetłumaczone na język polski.

## Nagrody i wyróżnienia
W 2006 roku przyznano mu nagrodę Prix Jules-Janssen.
23 czerwca 2008 Uniwersytet Zielonogórski nadał mu tytuł doktora honoris causa. W 2010 wyróżniony przez Uniwersytet Mikołaja Kopernika nagrodą Convallaria Copernicana, przyznawaną za wybitny wkład naukowy lub szczególne zasługi dla rozwoju uczelni.
Planetoida (2658) Gingerich została nazwana jego imieniem.

## Wybrane publikacje
- The eye of heaven: Ptolemy, Copernicus, Kepler (1993, ISBN 0-88318-863-5)
- An annotated census of Copernicus' De Revolutionibus (Nuremberg, 1543 and Basel, 1566) (2002, ISBN 90-04-11466-1)
- Książka, której nikt nie przeczytał (Book nobody read, 2004, Wydawnictwo Amber wydanie polskie ISBN 83-241-1783-0, tłum. Jarosław Włodarczyk)
- Mikołaj Kopernik: gdy Ziemia stała się planetą (Nicolaus Copernicus, wydanie polskie ISBN 83-89709-38-4, tłum. Jarosław Włodarczyk)
- Boski Wszechświat (God's Universe, Wydawnictwo Uniwersytetu Warszawskiego ISBN 978-83-235-05396, tłum. Jarosław Włodarczyk)
- The Return of the Seagoing Cowboy: Horses Afloat and Books Astray. „The American Scholar”. 68 (4), s. 71–82, Autumn 1999. JSTOR: 41212934.